# Rudolf Janowski
Rudolf Grigorjewicz Janowski (ros. Рудольф Григорьевич Яновский, ur. 16 czerwca 1929 w Suzdalu, zm. 13 lutego 2010 w Moskwie) – radziecki i rosyjski socjolog, działacz partyjny.

## Życiorys
Od 1951 należał do WKP(b), 1954 ukończył Iwanowski Instytut Pedagogiczny, pracował jako wykładowca historii i ekonomii politycznej, 1964 ukończył aspiranturę Uniwersytetu Nowosybirskiego. Wykładał filozofię i "komunizm naukowy" na Uniwersytecie Nowosybirskim, 1976-1978 kierował Wydziałem Nauki i Instytucji Edukacyjnych Komitetu Obwodowego KPZR w Nowosybirsku, 1978-1983 był zastępcą kierownika Wydziału Nauki i Instytucji Edukacyjnych KC KPZR, 1983-1991 był rektorem Akademii Nauk Społecznych przy KC KPZR (obecnie przekształconej w  Rosyjską Akademię Gospodarki Narodowej i Administracji Publicznej przy Prezydencie Federacji Rosyjskiej). Od 25 lutego 1986 do 2 lipca 1990 był członkiem KC KPZR, 1991 został głównym pracownikiem naukowym Instytutu Badań Społeczno-Politycznych RAN, był członkiem korespondentem RAN. W 1978 został doktorem nauk społecznych.